# دون إسكوديرو
دون إسكوديرو هو مخرج فلبيني، ولد في 14 أكتوبر 1955 في Tiaong ‏ في الفلبين، وتوفي في 11 يوليو 2011 في The Medical City ‏ في الفلبين بسبب سرطان الكبد.

## وصلات خارجية
- دون إسكوديرو على موقع IMDb (الإنجليزية)
- دون إسكوديرو على موقع قاعدة بيانات الفيلم (الإنجليزية)
- دون إسكوديرو على موقع كينوبويسك (الروسية)